# Kids' Choice Awards Argentina 2014
La 4ª edizione dei Kids' Choice Awards Argentina si è tenuta il 29 ottobre 2014. La cerimonia è stata presentata dal comico Alejandro “Marley” Wiebe con la partecipazione di Fabio Rabello e si è svolta, così come la successiva edizione del 2015, al Teatro Ópera Allianz di Buenos Aires.
L'edizione è stata trasmessa per la prima volta in televisione da Telefe e ha visto le esibizioni dal vivo di Lali Espósito e degli IM5.

## Premi e candidature
I vincitori sono indicati in grassetto, a seguire gli altri candidati.

### Televisione

#### Miglior attore (Mejor actor)
- Peter Lanzani - Aliados
- Jorge Blanco - Violetta
- Nicolás Vázquez - Mis amigos de siempre
- Ricardo Abarca - Cumbia Ninja

#### Migliore attrice (Mejor actriz)
- Oriana Sabatini - Aliados
- Brenda Asnicar - Cumbia Ninja
- Emilia Attias - Mis amigos de siempre
- Mercedes Lambre - Violetta

#### Attore preferito del cast (Actor de reparto favorito)
- Diego Domínguez - Violetta
- Manuela Pal - Mis amigos de siempre
- Nicolás Furtado - Una famiglia quasi perfetta
- Pablo Martínez - Aliados

#### Programma preferito della televisione locale (Programa local favorito)
- Aliados
- Cumbia Ninja
- Mis amigos de siempre
- Violetta

#### Miglior serie animata (Mejor serie animada)
- Spongebob
- Gravity Falls
- Adventure Time
- Phineas e Ferb

#### Programma preferito della televisione internazionale (Programa favorito de TV Internacional)
- Emma una strega da favola
- Jessie
- Liv e Maddie
- Sam & Cat

### Cinema

#### Film preferito del cinema (Película favorita de cine)
- Colpa delle stelle
- Frozen - Il regno di ghiaccio
- Cattivissimo me 2
- Monsters University

### Teatro

#### Opera di teatro preferita (Obra de Teatro Favorita)
- Aliados - Il musical
- Criatura Emocional
- La famiglia Addams - Il musical
- Violetta - Il concerto

### Musica

#### Cantante o gruppo latino preferito (Cantante o grupo latino favorito)
- Lali Espósito
- Abel Pintos
- Axel
- F.A.N.S.

#### Canzone preferita (Canción favorita)
- A bailar - Lali Espósito
- La La La - Shakira
- Afinidad - Axel
- Darte un beso - Prince Royce

#### Artista internazionale preferito (Artista Internacional favorito)
- Ariana Grande
- Austin Mahone
- Katy Perry
- One Direction

### Social

#### Migliore celebrità di Twitter (Mejor celebridad en Twitter)
- Julián Serrano
- Gonzalo Higuaín
- Lali Espósito
- Paula Chaves

#### Applicazione preferita (Aplicación favorita)
- Trivia Crack
- FIFA 14
- Minecraft
- Nick App

### Sport

#### Sportivo dell'anno (Deportista del año)
- Javier Mascherano
- Alejo Muñiz e Santiago Muñiz
- Juan Martín del Potro
- Sergio Romero

### Miscellanea

#### Dea (Diosa)
- Barbie Vélez
- Candela Vetrano
- China Suárez
- Jenny Martinez

#### Bellezza (Bombón)
- Benjamín Amadeo
- Ezequiel Lavezzi
- Nicolás Francella
- Victorio D'Alessandro